# Castanet-le-Haut
Castanet-le-Haut is een gemeente in het Franse departement Hérault (regio Occitanie) en telt 167 inwoners (1999). De plaats maakt deel uit van het arrondissement Béziers.

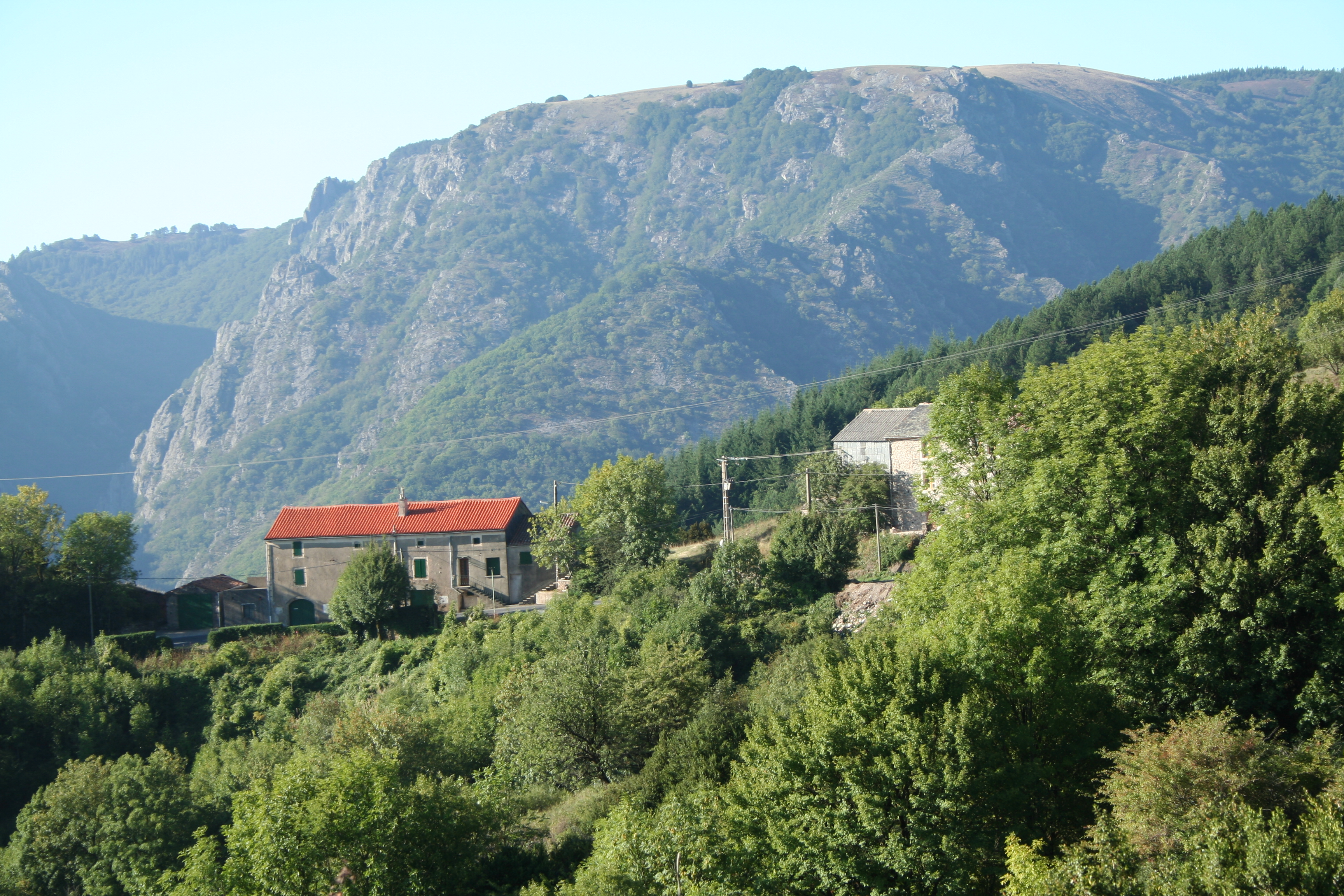
Croix de Mounis, l'Espinouse

## Geografie
De oppervlakte van Castanet-le-Haut bedraagt 29,6 km², de bevolkingsdichtheid is 5,6 inwoners per km².
De onderstaande kaart toont de ligging van Castanet-le-Haut met de belangrijkste infrastructuur en aangrenzende gemeenten.

## Demografie
Onderstaande figuur toont het verloop van het inwonertal (bron: INSEE-tellingen).

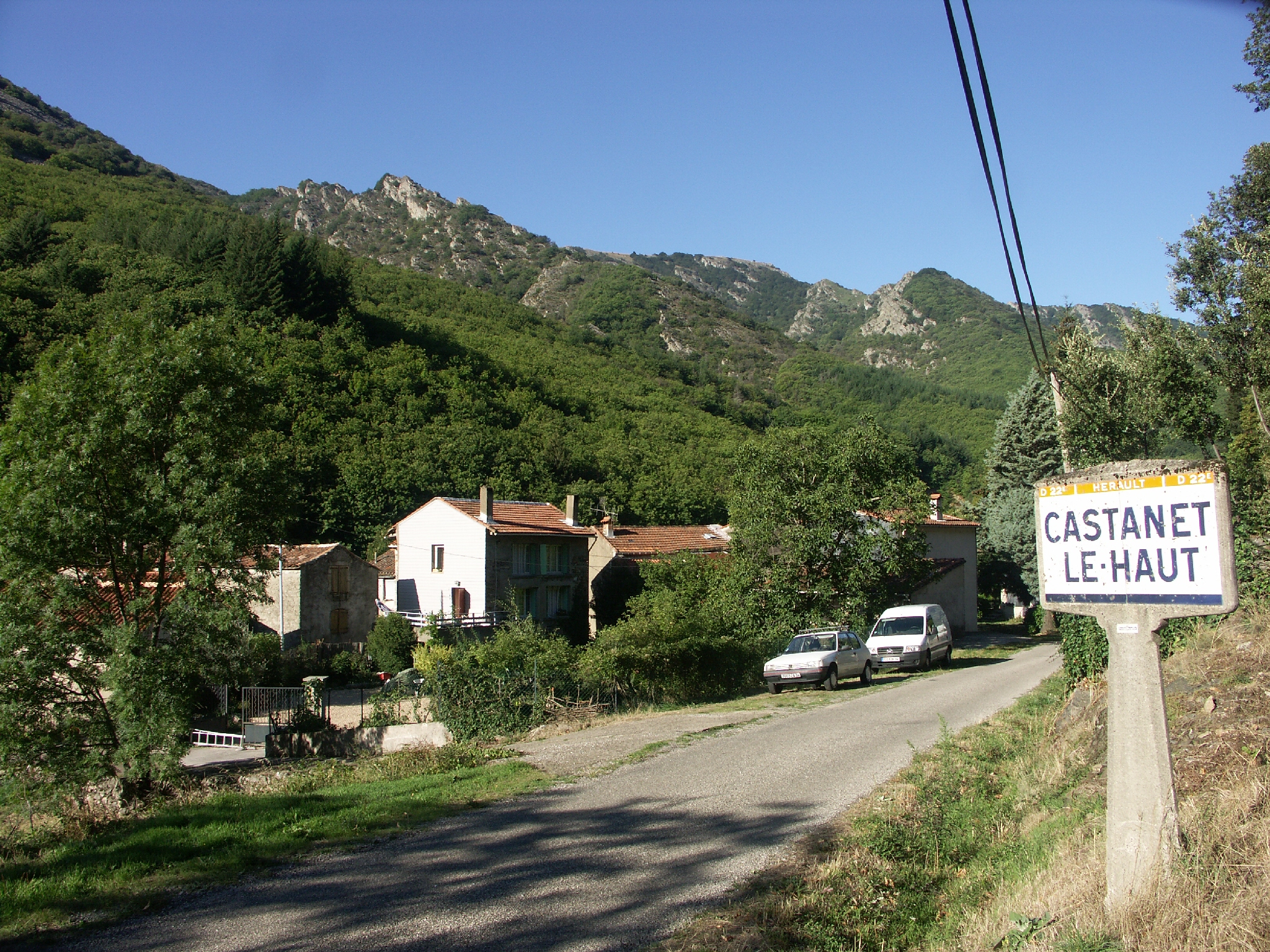
Castanet-le-Haut